# Loi de Schmidt-Kennicutt
En astronomie, la loi de Schmidt-Kennicutt (ou simplement la loi de Schmidt) est une relation empirique entre la densité de gaz et le taux de formation d'étoiles (souvent abrégé SFR, pour Star Formation Rate en anglais) dans une région donnée. La relation a d'abord été examinée par Maarten Schmidt dans un article de 1959 dans lequel il suggère que la densité de colonne du taux de formation d'étoile {\displaystyle (\Sigma _{SFR})} suit une loi de puissance positive {\displaystyle n} de la densité de colonne de gaz, soit 
{\displaystyle \Sigma _{SFR}\propto (\Sigma _{gas})^{n}} .
La densité de colonne du taux de formation d'étoile est généralement exprimée en unités de masses solaires par an par parsec carré {\displaystyle (M_{\odot }~{\textrm {yr}}^{-1}{\textrm {pc}}^{-2})} et la densité de colonne du gaz en grammes par parsec carré {\displaystyle ({\textrm {g}}~{\textrm {pc}}^{-2})}. Grâce à une analyse des jeunes étoiles, de la densité locale de naines blanches et leur fonction de luminosité, ainsi que la densité locale d'hélium, Schmidt a suggéré une valeur de {\displaystyle n\approx 2} (et très probablement entre 1 et 3). L'ensemble des données utilisées pour établir cette valeur proviennent de la voie lactée, et plus spécifiquement du voisinage solaire. 
En 1989, Robert Kennicutt a constaté que l'intensité des raies H{\displaystyle \alpha } (à partir desquelles on peut estimer le SFR) dans un échantillon de 7 galaxies étaient en accord avec la loi de Schmidt. En 1998, il a examiné le lien entre la densité de gaz et le taux de formation d'étoile pour une centaine de galaxies proches et en déduit une valeur de {\displaystyle n=1.4\pm 0.15}. 